# Prince Albert (Saskatchewan)
Prince Albert je třetí největší město po Saskatoonu a Regině v provincii Saskatchewan v Kanadě. Rozkládá se na břehu řeky Severní Saskatchewan na hranici pásma lesostepí a tajgy. Severně od města se ve vzdálenosti 51 km nachází Prince Albert National Park. V roce 2011 ve městě žilo 35 129 obyvatel.

## Dějiny
Oblast byla osídlena kmenem Kríů a nazývána "kistahpinanihk", což znamenalo "krásné místo k usazení". Jako první běloch se v oblasti objevil lovec kožešin Henry Kelsey v roce 1692. V roce 1776 zde voják Peter Pond založil obchodní stanici. Anglicky mluvící métis a pracovník Společnosti Hudsonova zálivu James Isbister se v místě usadil v roce 1862 a založil farmu. V místě se usazovali další rodiny a vešlo ve známost jako Isbister's Settlement. V roce 1866 bylo město přejmenováno podle prince Alberta manžela britské královny Viktorie. V roce 1885 obdrželo status města.